# アリージュ・プランス
アリージュ・プランス（アレイ・プリンス、Arij Prins、1860年3月19日スヒーダム - 1922年5月3日スヒーダム）は、オランダの著作家、蝋燭工場監督者。

## 概要
10歳の時に、プランスは家族と共にフォールブルフに移住した。1894年に結婚し、1899年からはハンブルク近辺に居を移した。ステアリン蝋燭工場の監督者に任命され、1905年にスヒーダムに帰郷した。プランスは1882年にA. Cooplandtというペンネームを用いて自然主義文学の分野で執筆活動を始めた。友人関係にあったジョリス＝カルル・ユイスマンスやエドガー・アラン・ポーから影響を受けている。プランスは1922年に62歳で死去した。